# Луций Папирий Крас (трибун 382 пр.н.е.)
Вижте пояснителната страница за други личности с името Луций Папирий Крас.
Луций Папирий Крас или Луций Папирий Мугилан (на латински: Lucius Papirius Crassus; Lucius Papirius Mugillanus) е политик на Римската република през 4 век пр.н.е.

## Произход
Луций произлиза от клон Мугилани на патрицииската фамилия Папирии. Син е на Луций Папирий Мугилан (консул 427 пр.н.е.) и брат на Марк Папирий Мугилан (консул 411 пр.н.е.).

## Политическа кариера
Той е консулски военен трибун през 382 пр.н.е. с още пет колеги: Гай Сулпиций Камерин, Луций Емилий Мамерцин, Сервий Корнелий Малугиненсис, Спурий Папирий Крас и Квинт Сервилий Фидена. Заедно с колегата си Спурий Папирий Крас водят поход против град Велетри.
През 376 пр.н.е. той отново е консулски военен трибун. Колегите му са Сервий Корнелий Малугиненсис, Сервий Сулпиций Претекстат, Лицин Менений Ланат.